# Liste der Alpenpässe in Italien
Dies ist eine Liste von Alpenpässen in Italien.
| Name                              | Höhe   | von – nach                                      | Provinz – Land                      | Belag                  | Wintersperre                                         | Max. Steigung   | Tunnel         | Koordinaten           |
| --------------------------------- | ------ | ----------------------------------------------- | ----------------------------------- | ---------------------- | ---------------------------------------------------- | --------------- | -------------- | --------------------- |
| Stilfser Joch                     | 2758 m | Bormio – Prad am Stilfserjoch                   | Sondrio – Südtirol                  | Asphalt                | ja                                                   | 07,8 %          | nein           | 46° 32′ N, 010° 27′ O |
| Agnello                           | 2748 m | Pontechianale – Molines-en-Queyras              | Cuneo – Frankreich                  | Asphalt                | ja                                                   | 14 %            | nein           | 44° 41′ N, 006° 59′ O |
| Gavia                             | 2621 m | Sta. Caterina Valfurva – Ponte di Legno         | Sondrio – Brescia                   | Asphalt                | ja                                                   | 14 %            | nein           | 46° 21′ N, 010° 29′ O |
| Nivolet                           | 2612 m | Ceresole Reale – Ponte (Nordseite nur Saumpfad) | Turin – Aostatal                    | S: Asphalt N: Schotter | ja                                                   | 09,5 %          | nein           | 45° 29′ N, 007° 09′ O |
| Umbrail                           | 2502 m | Bormio – Sta. Maria                             | Sondrio – Schweiz                   | Asphalt                | ja                                                   | 10 %            | nein           | 46° 32′ N, 010° 26′ O |
| 2500-Meter-Grenze                 |        |                                                 |                                     |                        |                                                      |                 |                |                       |
| Colle Fauniera                    | 2481 m | Pradleves – Demonte                             | Cuneo                               | Asphalt                | ja                                                   | 11 %            | nein           | 44° 23′ N, 007° 07′ O |
| Colle della Bandia                | 2481 m | Altopiano della Bandia – Colle di Magherina     | Cuneo                               | Stein                  | ja                                                   | 07 %            | nein           | 44° 23′ N, 007° 05′ O |
| Timmelsjoch                       | 2474 m | Sankt Leonhard in Passeier – Hochgurgl          | Südtirol – Österreich               | Asphalt                | ja                                                   | 11 %            | ja             | 46° 54′ N, 011° 06′ O |
| Grosser St. Bernhard              | 2473 m | Aosta – Martigny                                | Aostatal – Schweiz                  | Asphalt                | ja (Tunnel nein)                                     | 10 %            | ja             | 45° 52′ N, 007° 10′ O |
| Assietta                          | 2472 m | Colle delle Finestre – Sestriere                | Turin                               | Stein                  | ja                                                   | 08 %            | nein           | 45° 04′ N, 006° 57′ O |
| Colle Valcavera                   | 2416 m | Demonte – Altopiano della Bandia                | Cuneo                               | Asphalt                | ja                                                   | 10,5 %          | nein           | 44° 23′ N, 007° 06′ O |
| Colle d’Esischie                  | 2370 m | Pradleves – Stroppo                             | Cuneo                               | Asphalt                | ja                                                   | 09 %            | nein           | 44° 24′ N, 007° 07′ O |
| Lombarda                          | 2351 m | Vinadio – Isola                                 | Cuneo – Frankreich                  | Asphalt                | ja                                                   | 09,1 %          | nein           | 44° 12′ N, 007° 09′ O |
| Forcola di Livigno                | 2315 m | Livigno – Berninapass                           | Sondrio – Schweiz                   | Asphalt                | ja                                                   | 12,7 %          | nein           | 46° 26′ N, 010° 03′ O |
| Foscagno                          | 2291 m | Valdidentro – Livigno                           | Sondrio                             | Asphalt                | nein                                                 | 10,5 %          | nein           | 46° 30′ N, 010° 12′ O |
| Sampeyre                          | 2284 m | Sampeyre – Stroppo                              | Cuneo                               | Asphalt                | ja                                                   | 11,6 %          | nein           | 44° 33′ N, 007° 07′ O |
| Pfitscher Joch                    | 2251 m | Sterzing – Ginzling                             | Südtirol – Österreich               | Stein                  | ja                                                   | 10 %            | nein           | 47° 00′ N, 011° 40′ O |
| Pordoi                            | 2239 m | Canazei – Arabba                                | Trentino – Belluno                  | Asphalt                | nein                                                 | 11 %            | nein           | 46° 29′ N, 011° 49′ O |
| Giau                              | 2233 m | Cortina d’Ampezzo – Selva di Cadore             | Belluno                             | Asphalt                | nein                                                 | 11 %            | nein           | 46° 29′ N, 012° 03′ O |
| Sellajoch                         | 2218 m | Canazei – Wolkenstein in Gröden                 | Trentino – Südtirol                 | Asphalt                | nein                                                 | 11 %            | nein           | 46° 30′ N, 011° 45′ O |
| Penser Joch                       | 2211 m | Sarntal – Sterzing                              | Südtirol                            | Asphalt                | ja                                                   | 13 %            | nein           | 46° 49′ N, 011° 27′ O |
| Eira                              | 2208 m | Trepalle – Livigno                              | Sondrio                             | Asphalt                | nein                                                 | 15,4 %          | nein           | 46° 32′ N, 010° 10′ O |
| Valparola                         | 2192 m | Cortina d’Ampezzo – Corvara                     | Südtirol – Belluno                  | Asphalt                | nein                                                 | 09,5 %          | nein           | 46° 32′ N, 011° 59′ O |
| Kleiner St. Bernhard              | 2188 m | Canazei La Thuile – Séez                        | Aostatal – Frankreich               | Asphalt                | ja                                                   | 09 %            | nein           | 45° 41′ N, 006° 53′ O |
| Finestre                          | 2176 m | Fenestrelle – Susa                              | Turin                               | Stein                  | ja                                                   | 10,7 %          | nein           | 45° 05′ N, 007° 04′ O |
| Giogo di Bala                     | 2129 m | Maniva – Passo del Croce Domini                 | Brescia                             | Asphalt*               | ja                                                   | ?               | nein           | 45° 54′ N, 010° 25′ O |
| Grödner Joch                      | 2121 m | Wolkenstein in Gröden – Corvara                 | Südtirol                            | Asphalt                | nein                                                 | 10 %            | nein           | 46° 33′ N, 011° 49′ O |
| Splügenpass                       | 2114 m | Chiavenna – Splügen                             | Sondrio – Schweiz                   | Asphalt                | ja                                                   | 09,1 %          | nein           | 46° 30′ N, 009° 20′ O |
| Goletto la Grapa                  | 2115 m | Maniva – Passo del Croce Domini                 | Brescia                             | Stein                  | ja                                                   | ?               | nein           | 45° 52′ N, 010° 23′ O |
| Falzarego                         | 2105 m | Cortina d’Ampezzo – Arabba                      | Belluno                             | Asphalt                | nein                                                 | 08,3 %          | nein           | 46° 31′ N, 012° 01′ O |
| Jaufenpass                        | 2094 m | Sterzing – Sankt Leonhard in Passeier           | Südtirol                            | Asphalt                | im Winter Nachtsperre                                | 10 %            | nein           | 46° 50′ N, 011° 19′ O |
| Col Carette di Val Bighera        | 2087 m | Alpe Foppa                                      | Brescia                             | Asphalt                | ja                                                   | 07,9 %          | nein           | 46° 15′ N, 010° 20′ O |
| Goletto delle Crocette            | 2071 m | Maniva – Passo del Croce Domini                 | Brescia                             | Asphalt                | ja                                                   | ?               | nein           | 45° 51′ N, 010° 22′ O |
| Dasdana                           | 2070 m | Maniva – Passo del Croce Domini                 | Brescia                             | Asphalt                | ja                                                   | ?               | nein           | 45° 50′ N, 010° 22′ O |
| Fedaia                            | 2057 m | Canazei – Caprile                               | Trient – Belluno                    | Asphalt                | nein                                                 | 16 %            | nein           | 46° 27′ N, 011° 53′ O |
| Staller Sattel                    | 2052 m | Rasen-Antholz – Sankt Jakob in Defereggen       | Südtirol – Österreich               | Asphalt                | ja                                                   | 12,8 %          | nein           | 46° 53′ N, 012° 12′ O |
| Manghen                           | 2047 m | Molina di Fiemme – Borgo Valsugana              | Trient                              | Asphalt                | nein                                                 | 10,5 %          | nein           | 46° 11′ N, 011° 26′ O |
| Lavena                            | 2042 m | Maniva – Passo del Croce Domini                 | Brescia                             | Stein                  | ja                                                   | ?               | nein           | 45° 53′ N, 010° 23′ O |
| Sestriere                         | 2033 m | Cesana Torinese – Fenestrelle                   | Turin                               | Asphalt                | nein                                                 | 09 %            | nein           | 44° 57′ N, 006° 53′ O |
| Valles                            | 2033 m | Predazzo - Falcade                              | Trient – Belluno                    | Asphalt                | nein                                                 | 15 %            | nein           | 46° 20′ N, 011° 48′ O |
| 2000-Meter-Grenze                 |        |                                                 |                                     |                        |                                                      |                 |                |                       |
| Maddalena                         | 1996 m | Argentera – Meyronnes                           | Cuneo – Frankreich                  | Asphalt                | nein                                                 | 07 %            | nein           | 44° 25′ N, 006° 54′ O |
| Prato Piazza                      | 1993 m | Bráies - Misurina                               | Südtirol                            | Asphalt                | nein                                                 | 11,8 %          | nein           | 46° 38′ N, 012° 12′ O |
| Jochgrimm                         | 1989 m | Lavazèjoch                                      | Trient – Südtirol                   | Asphalt                | nein                                                 | 07 %            | nein           | 46° 21′ N, 011° 27′ O |
| San Marco                         | 1985 m | Morbegno – Piazza Brembana                      | Sondrio – Bergamo                   | Asphalt                | ja                                                   | 11 %            | nein           | 46° 02′ N, 009° 38′ O |
| Reiterjoch                        | 1983 m | Birchabruck – Tesero                            | Provinz Südtirol – Provinz Trentino | Asphalt                | nein (ganzjährig für motorisierten Verkehr gesperrt) | ?               | nein           | 46° 21′ N, 011° 32′ O |
| Würzjoch                          | 1982 m | Brixen – St. Martin in Thurn                    | Südtirol                            | Asphalt                | ja                                                   | 16 %            | nein           | 46° 40′ N, 011° 49′ O |
| San Carlo                         | 1971 m | Morgex – La Thuile                              | Aostatal                            | Asphalt                | ja                                                   | 11,6 %          | nein           | 45° 45′ N, 007° 00′ O |
| Rolle                             | 1970 m | Predazzo – San Martino di Castrozza             | Trient                              | Asphalt                | nein                                                 | ?               | nein           | 46° 18′ N, 011° 47′ O |
| Cimon di Crasillina               | 1966 m | Ravascletto – Tualis                            | Friaul-Julisch Venetien             | Asphalt                | ja                                                   | 08 %            | nein           | 46° 34′ N, 012° 57′ O |
| Torri di Fraele                   | 1952 m | Valdidentro – Lago di Cancano                   | Sondrio                             | Stein                  | ja                                                   | ?               | nein           | 46° 30′ N, 010° 18′ O |
| Goletto di Gadino                 | 1938 m | Esine – Bagolino                                | Brescia                             | Asphalt                | ja                                                   | 12,5 %          | nein           | 45° 56′ N, 010° 26′ O |
| San Pellegrino                    | 1918 m | Moena – Falcade                                 | Trient – Belluno                    | Asphalt                | nein                                                 | 14 %            | nein           | 46° 23′ N, 011° 46′ O |
| Mortirolo                         | 1896 m | Monno – Grosio                                  | Brescia – Sondrio                   | Asphalt                | ja                                                   | 14,2 %          | nein           | 46° 15′ N, 010° 18′ O |
| Croce Domini                      | 1892 m | Esine – Bagolino                                | Brescia                             | Stein                  | ja                                                   | 12,5 %          | nein           | 45° 54′ N, 010° 25′ O |
| Tonale                            | 1883 m | Ponte di Legno – Vermiglio                      | Brescia – Trient                    | Asphalt                | nein                                                 | 09,2 %          | nein           | 46° 15′ N, 010° 35′ O |
| Campolongo                        | 1875 m | Corvara – Arabba                                | Südtirol – Belluno                  | Asphalt                | nein                                                 | 09,2 %          | nein           | 46° 31′ N, 011° 52′ O |
| Colle di Tenda                    | 1871 m | Limone Piemonte – Tende                         | Cuneo – Frankreich                  | Asphalt*               | ja (Tunnel nein)                                     | 09 %            | ja             | 44° 09′ N, 007° 34′ O |
| Kofeljoch                         | 1866 m | Brixen – St. Martin in Thurn                    | Südtirol                            | Asphalt                | nein                                                 | 16 %            | nein           | 46° 40′ N, 011° 46′ O |
| Trivigno                          | 1845 m | Alpe di Foppa – Trivigno                        | Brescia – Sondrio                   | Asphalt                | nein                                                 | 11,4 %          | nein           | 46° 11′ N, 010° 13′ O |
| Vivione                           | 1828 m | Malonno – Schilpario                            | Brescia – Bergamo                   | Asphalt                | nein                                                 | 11 %            | nein           | 46° 02′ N, 010° 12′ O |
| Lavazè                            | 1808 m | Cavalese – Nova Ponte                           | Trient – Südtirol                   | Asphalt                | nein                                                 | 12 %            | nein           | 46° 21′ N, 011° 30′ O |
| Tre Croci                         | 1805 m | Cortina d’Ampezzo – Misurina                    | Belluno                             | Asphalt                | nein                                                 | 10,6 %          | nein           | 46° 33′ N, 012° 12′ O |
| Ciampigotto                       | 1790 m | Cardano – Pelos di Cadore                       | Belluno                             | Asphalt                | nein                                                 | 11,7 %          | nein           | 46° 29′ N, 012° 35′ O |
| Staulanza                         | 1773 m | Selva di Cadore – Zoldo                         | Belluno                             | Asphalt                | nein                                                 | 10,5 %          | nein           | 46° 25′ N, 012° 06′ O |
| Furkel                            | 1759 m | Enneberg – Olang                                | Südtirol                            | Asphalt                | nein                                                 | 12 %            | nein           | 46° 44′ N, 012° 00′ O |
| Costalunga                        | 1753 m | Cardano – Vigo di Fassa                         | Südtirol – Trient                   | Asphalt                | nein                                                 | 11 %            | nein           | 46° 24′ N, 011° 37′ O |
| Campo Carlo Magno                 | 1702 m | Madonna di Campiglio – Dimaro                   | Trient                              | Asphalt                | nein                                                 | 12,4 %          | nein           | 46° 15′ N, 010° 50′ O |
| Tremalzo                          | 1694 m | Storo – Tremosine (Südseite seit 2015 gesperrt) | Trient – Brescia                    | N: Asphalt S: Schotter | S: ja, N: nein                                       | S: 14 %, N: 9 % | S: ja, N: nein | 45° 50′ N, 010° 42′ O |
| Maniva                            | 1664 m | Collio – Bagolino                               | Brescia                             | Schotter / Asphalt     | nein                                                 | 10,4 %          | nein           | 45° 49′ N, 010° 24′ O |
| Niger                             | 1688 m | Tiers – Karersee                                | Südtirol                            | Asphalt                | nein                                                 | 17 %            | nein           | 46° 27′ N, 011° 35′ O |
| Monte Bondone                     | 1654 m | Trient – Lasino                                 | Trient                              | Asphalt                | nein                                                 | 16,2 %          | nein           | 45° 59′ N, 011° 02′ O |
| Duran                             | 1611 m | Agordo – Zoldo                                  | Belluno                             | Asphalt                | nein                                                 | 14,5 %          | nein           | 46° 20′ N, 012° 06′ O |
| Brocon                            | 1615 m | Canal San Bovo – Castello Tesino                | Trentino                            | Asphalt                | ?                                                    | ?               | nein           | 46° 07′ N, 011° 41′ O |
| Coe                               | 1610 m | Folgaria – Tonezza del Cimone                   | Trient – Vicenza                    | Asphalt                | ?                                                    | ?               | nein           | 45° 53′ N, 011° 13′ O |
| San Antonio                       | 1489 m | Sta. Caterina – Pàdola                          | Venetien                            | Asphalt                | ja                                                   | 14 %            | nein           | 46° 33′ N, 012° 29′ O |
| Colle di San Zeno                 | 1434 m | Pisogne - Pezazze                               | Brescia                             | Asphalt                | ?                                                    | ?               | nein           | 45° 47′ N, 010° 11′ O |
| Mendelpass (Passo della Mendola)  | 1363 m | Kaltern - Ruffrè-Mendola (IT)                   | Südtirol, Trentino (IT)             | Asphalt                | nein                                                 | 12 %            | nein           | 46° 25′ N, 011° 12′ O |
| Plöckenpass (Monte Croce Carnico) | 1357 m | Kötschach-Mauthen (A) – Timau                   | Kärnten (A), Friaul                 | Asphalt                | nein                                                 | 13 %            | nein           | 46° 36′ N, 012° 57′ O |
| Cuvignone                         | 1036 m | Cittiglio – Porto Valtravaglia                  | Varese                              | Asphalt                | nein                                                 | 11,2 %          | nein           | 45° 56′ N, 008° 40′ O |